# Kościół św. Mikołaja Biskupa w Lubaniu
Kościół świętego Mikołaja Biskupa – rzymskokatolicki kościół parafialny należący do parafii pod tym samym wezwaniem (dekanat nieszawski diecezji włocławskiej).
Decyzja o budowie nowego, lub też gruntownej przebudowie starego kościoła, została podjęta zapewne zaraz po 1886 roku, w czasie urzędowania księdza proboszcza Pantaleona Olkiewicza. Ostatecznie zdecydowano o na daleko posuniętej przebudowie starej świątyni.
W związku z tym, jedynie zakrystia i fragment północnych murów prezbiterium zostały zachowane ze starej budowli, a nowa świątynia została wzniesiona w modnym wówczas stylu neogotyckim.
W 1909 roku zostały zakończone prace i została dobudowana wieża, pełniąca funkcję dzwonnicy. Świątynia została konsekrowana w dniu 18 sierpnia 1909 roku przez biskupa Stanisława Zdzitowieckiego, ordynariusza włocławskiego. W latach późniejszych kościół został wzbogacony o nową polichromię i marmurową posadzkę.